# Szkeccs
A szkeccs (angolul: sketch, németesen: skicc, jelentése: vázlat) egy rövid komikus jelenet, amely csökkentett cselekményt követ, és általában egy tömör slusszploénnel végződik. Stílusát és tartalmát tekintve a kabaréhoz és a vígjátékhoz kapcsolódik; felfogható „eljátszott viccnek” is.

## Dramaturgiája
A szkeccsek általában nem hosszabbak öt-tíz percnél. Általában csak néhány szereplő jelenik meg bennük, és ritka a díszletváltás is. A cselekményt általában egy pontig, a slusszpoénig mondják-játsszák el, amivel a legtöbb esetben véget ér a szkeccs is.

## Eredete
A sketch 1900 körül az Egyesült Államokból származik. A rövid színpadi darabokat a kabaré részeként adták elő minimális díszlettel. Németországban elsősorban Karl Valentin és Liesl Karlstadt terjesztette 1892 és 1960 között. 1940 után a szkeccsek népszerűvé váltak a filmekben és a televízióban, újabban pedig a szkeccsműsorok és sorozatok vígjátékaként is.

## Közismert szkeccsek
Németül Karl Valentin (Buchbinder Wanninger), Harald Juhnke és Eddi Arent (Harald és Eddi), Dieter Hallervorden (Palim-Palim) és Loriot (Die Jodelschule, Die Nudel, Kosakenzipfel, Herren im Bad) skiccek népszerűek. Igen, hová futnak?, amelyben Loriot egy sellaklemezre (Auf der Rennbahn, 1946) egy régi skicc alapján rajzolt animációs filmet 1972-ben, amelyben két tipikus „buliorrú embere” lép fel. A 18 perces szkeccs, Freddie Frinton Dinner for One, amelyet a legtöbb harmadik féltől származó televíziós műsor minden szilveszterkor sugároz, Németországban is kultikus státuszú. Különböző svájci változatát 1989 óta rendszeresen vetítették a svájci televíziókban. 
A Monty Python brit vígjátékcsoport többször is megszegte a szokásos sketchmintát, gyakran úgy, hogy kihagyott egy (nyilvánvaló) poént a jelenet végén. A Monty Python Repülő Cirkusza jól ismert szkeccsek közé tartozik a The Parrot is Dead, a The Spam Sketch, a The Deadliest Joke in the World és a The Ministry of Silly Gears.

## A szó egyéb jelentései
- Az angol nyelvű irodalomtudományban a sketch olyan prózai vázlat vagy novella, amely egy véletlen benyomást vagy egy múló hangulatot tükröz. Washington Irving The Sketch Book of Geoffrey Crayon című vázlatfüzete jól ismert. Ez tartalmazza az első amerikai novellákat.
- A graffitis jelenet zsargonjában a vázlatot rövid előzetes vázlatnak nevezik.

## Fordítás
- Ez a szócikk részben vagy egészben  a   Sketch című német Wikipédia-szócikk ezen változatának fordításán alapul.  Az eredeti cikk szerkesztőit annak laptörténete sorolja fel. Ez a jelzés csupán a megfogalmazás eredetét és a szerzői jogokat jelzi, nem szolgál a cikkben szereplő információk forrásmegjelöléseként.